# اتوکد
اتوکد (به انگلیسی: AutoCAD) یک نرم‌افزار طراحی به کمک رایانه است که برای کشیدن نقشه‌های مهندسی و صنعتی به کار می‌رود و کاربرد ترسیمی دارد، این نرم‌افزار از محصولات شرکت رایانه‌ای آمریکایی اتودسک است. کاربران اتوکد امکان استفاده از بستر‌های دونما یا دوبعدی و سه‌نما یا سه‌بعدی را دارند. آخرین نسخه ویرایش‌شده از نرم‌افزار ۲۰۲5 می‌باشد. گفتنی است که این نرم‌افزار از الگوی نسخه یک سال نوتر از سال نامی استفاده می‌کند. برای نمونه نسخه ۲۰۰۸ در سال ۲۰۰۷ منتشر شده بود و به همین روال تاکنون.
رقیب اصلی نرم‌افزار اتوکد در بازار میکرواستیشن می‌باشد.

## توانمندی‌های نرم‌افزار اتودسک اتوکد
- بخش نوار فرمان، چند خطی است
- بهره‌مندی از پسوند ویژه نرم‌افزار DWG
- توان کناره‌نویسی در پیرامون نقشه‌ها
- کیفیت بسیار بالا در پردازش و چاپ طراحی‌ها
- توان بازیابی فایل‌های از دست‌رفته
- توان ترسیم و کشیدن به روش دوبعدی
- پیشگیری از انجام تغییرات ناخواسته
- توان ترسیم به روش سه‌بعدی واقعی
- ابزار طراحی و ترسیم آزاد سه‌بعدی و دو‌بعدی
- توان چرخش ۳۶۰ درجه‌ای نقشه‌ها
- انعطاف‌پذیری بالا و کاربری بستر نرم‌افزار
- کاربرد بسیار آسان‌تر در این نسخه‌های تازه
- دارای بستر برنامه‌نویسی پیشرفته برای کاربردهای ویژه
- توان یکسان‌سازی چارت‌های Excel و AutoCad
- مدیریت کامل بر روی لایه‌های نقشه‌ها
- جابجایی آسان تنظیمات میان رایانه‌های گوناگون
- اشتراک‌گذاری طرح‌ها با کمترین حجم و بیشترین کیفیت
- افزایش انعطاف‌پذیری نرم‌افزار در برابر طرح‌ها و هماهنگ‌سازی تنظیمات آن‌ها
- سازگاری بسیار بالاتر با پردازنده‌های گرافیکی و به دست‌آوردن سرعت بالاتر در انجام کارها
- توان فراخوانی تصاویر در بستر اتوکد همچون بخشی از نقشه
- توان تنظیم مقیاس‌های گوناگون برای چاپ نقشه‌ها
- توان فراخوانی نقاط از دوربین نقشه‌برداری به طور مستقیم

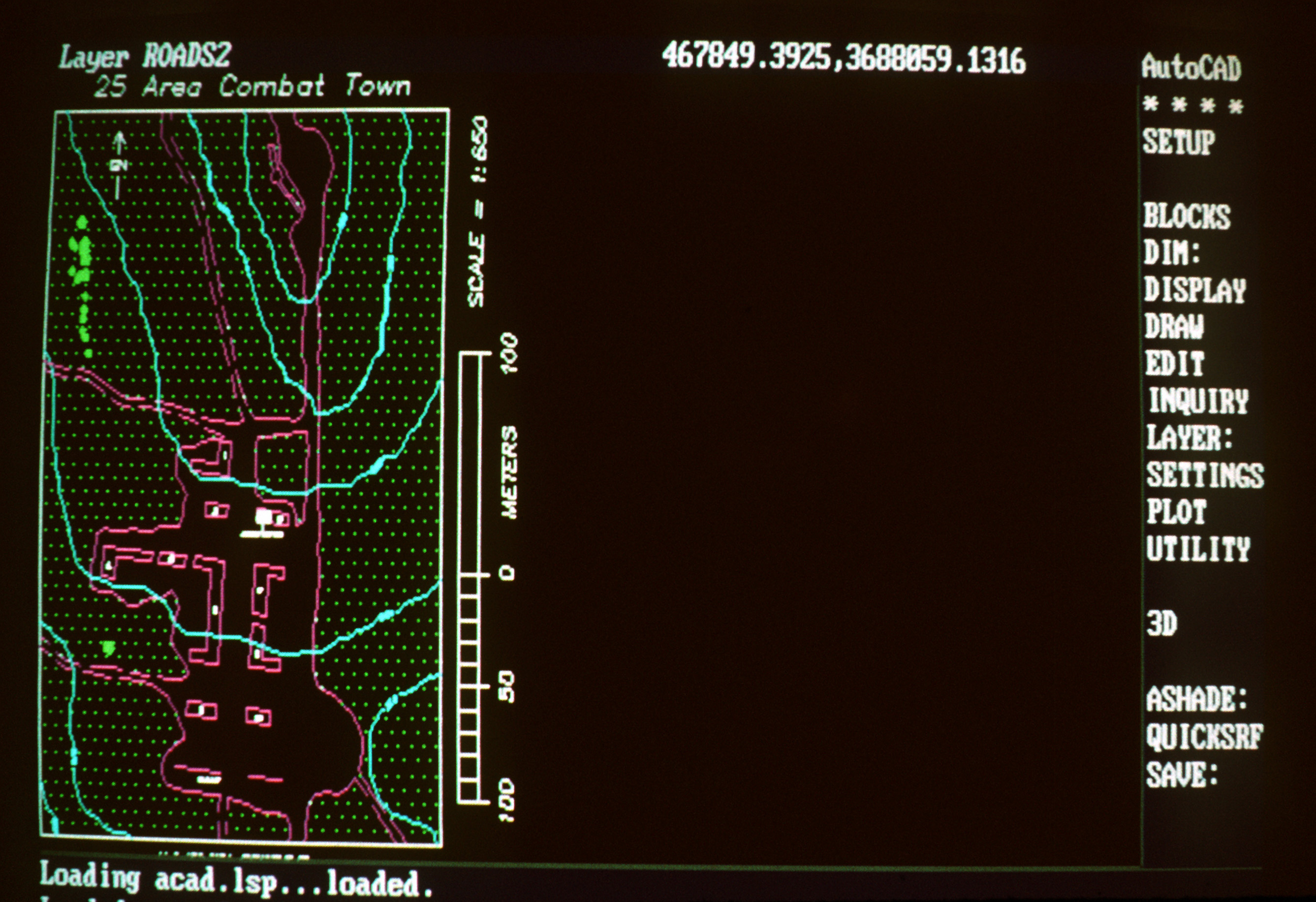
یک نقشهٔ اتوکد بر روی مونیتور اتاق فرماندهی یک ناوچه نیروی دریایی آمریکا

## بستر‌های اتوکد
1. AutoCAD Classic
2. 3D Modeling
3. Drafting & Annotation

## ه
اتوکد دارای کاربردهای فراوانی است و حتی در صنایع فراتر از زمینه‌های معماری و مکانیکی قدرت گرفته است.
برای نمونه: شرکت‌های سفارش طراحی ممکن است از ابزارهای مدل‌سازی سه‌بعدی در AutoCAD برای تبدیل ایده‌های خلاقانه به طرح‌های مفهومی بزرگ استفاده کنند، چراکه می‌توانند دقیقاً همان چیزی را که تجسم می‌کنند طراحی کنند.
مثلاً شرکت‌های سفارش طراحی پنجره، می‌توانند با سازندگان ساختمان قرارداد داشته باشند و پنجره‌هایی را که با اتوکد طراحی کرده‌اند را به صورت یک کتابخانه دسته‌بندی کنند و در دسترس سازندگان ساختمان قرار دهند و سازندگان نیز با توجه به طراحی ساختمان، هر نوع از پنجره‌ای که می‌خواهند در طراحی ساختمان استفاده کنند.
درباره شرکت‌های طراحی و نورپردازی، AutoCAD می‌تواند با کمک ۳ds Max برای طراحی و نورپردازی سه‌بعدی به کار رود و تجسم‌هایی واقعی و راستین‌انگاری برای مشتریان خود فراهم کند.
در پایان، اتوکد این توان را به شرکت‌ها می‌دهد تا عملاً طراحی و برنامه‌ریزی مجازی را انجام دهند.

## نوار عنوان (Title Bar)
در بالاترین بخش نرم‌افرار، نواری افقی به نام نوار عنوان جای گرفته که در آن نام و نسخه نرم‌افزار اتوکد و نام پرونده (فایل) جاری نوشته شده است.

## نوارابزار (Ribbon)
نوارابزار بخشی است که می‌توان با آن دسترسی زود و آسان به دستورها داشت. دستورها بر اساس کاربرد در بخش‌هایی دسته‌بندی شده‌اند. هر دسته درون یک زبانه (Tab) قرار گرفته است.

## میزکار یا محیط کار (work space)
آنچه ترسیم می‌شود در این بخش نمایش داده می‌شود. اینجا در واقع میز کار نرم‌افزار است. این بخش در حالت پیش فرض به صورت یک دفتر شطرنجی تقسیم شده است.
اندازه این تقسیمات قابل ویرایش است ولی به صورت پیش فرض بر روی ۰/۵ میلی‌متر تنظیم شده است.

## قابلیت ویرایش تمام
نوار فرمان جایی برای نوشتن نام دستور بوده و با فشردن کلید ورود (Enter) دستور قابل اجرا خواهد بود. در ضمن اینکه زیردستورها و دستورهای اجرایی در این نوار دیده می‌شوند.

## نوار وضعیت (Status Bar)
این نوار افقی دارای اجزای مختلفی است مثل نمادهای (Icons) دستورها کمکی و توابع.

## گونه‌ها یا مدل‌های اتوکد
1. AutoCAD Architecture
2. AutoCAD structural
3. AutoCAD Electrical
4. AutoCAD Mechanical
5. AutoCAD Civil 3D
6. AutoCAD Map 3D
7. AutoCAD Plant 3D
8. AutoCAD MEP
9. AutoCAD P&ID

## تاریخ و نسخه‌های اتوکد
| نام ورژنهای اتوکد   | ورژن | ترتیب | تاریخ انتشار    | توضیحات |
| ------------------- | ---- | ----- | --------------- | --- |
| AutoCAD Version 1.0 | ۱٫۰  | ۱     | 1982, December  | DWG R1.0 file format introduced. |
| AutoCAD Version 1.2 | ۱٫۲  | ۲     | 1983, April     | DWG R1.2 file format introduced. |
| AutoCAD Version 1.3 | ۱٫۳  | ۳     | 1983, August    | DWG R1.3 file format introduced. |
| AutoCAD Version 1.4 | ۱٫۴  | ۴     | 1983, October   | DWG R1.4 file format introduced. |
| AutoCAD Version 2.0 | ۲٫۰  | ۵     | 1984, October   | DWG R2.05 file format introduced. |
| AutoCAD Version 2.1 | ۲٫۱  | ۶     | 1985, May       | DWG R2.1 file format introduced. |
| AutoCAD Version 2.5 | ۲٫۵  | ۷     | 1986, June      | DWG R2.5 file format introduced. |
| AutoCAD Version 2.6 | ۲٫۶  | ۸     | 1987, April     | DWG R2.6 file format introduced. Last version to run without a math co-processor. |
| AutoCAD Release 9   | ۹٫۰  | ۹     | 1987, September | DWG R9 file format introduced. |
| AutoCAD Release 10  | ۱۰٫۰ | ۱۰    | 1988, October   | DWG R10 file format introduced. |
| AutoCAD Release 11  | ۱۱٫۰ | ۱۱    | 1990, October   | DWG R11 file format introduced. |
| AutoCAD Release 12  | ۱۲٫۰ | ۱۲    | 1992, June      | DWG R11/R12 file format introduced. Last release for مکینتاش til 2010. |
| AutoCAD Release 13  | ۱۳٫۰ | ۱۳    | 1994, November  | DWG R13 file format introduced. Last release for Unix, MS-DOS and Windows 3.11. |
| AutoCAD Release 14  | ۱۴٫۰ | ۱۴    | 1997, February  | DWG R14 file format introduced. |
| AutoCAD 2000        | ۱۵٫۰ | ۱۵    | 1999, March     | DWG 2000 file format introduced. |
| AutoCAD 2000i       | ۱۵٫۱ | ۱۶    | 2000, July      | |
| AutoCAD 2002        | ۱۵٫۶ | ۱۷    | 2001, June      | |
| AutoCAD 2004        | ۱۶٫۰ | ۱۸    | 2003, March     | DWG 2004 file format introduced. |
| AutoCAD 2005        | ۱۶٫۱ | ۱۹    | 2004, March     | |
| AutoCAD 2006        | ۱۶٫۲ | ۲۰    | 2005, March     | Dynamic Block introduced. |
| AutoCAD 2007        | ۱۷٫۰ | ۲۱    | 2006, March     | DWG 2007 file format introduced. |
| AutoCAD 2008        | ۱۷٫۱ | ۲۲    | 2007, March     | Annotative Objects introduced. AutoCAD 2008 and higher (including AutoCAD LT) can directly import and underlay DGN V8 files.                                                                                                 |
| AutoCAD 2009        | ۱۷٫۲ | ۲۳    | 2008, March     | Revisions to the user interface including the option of a Microsoft Office 2007-like tabbed ribbon. |
| AutoCAD 2010        | ۱۸٫۰ | ۲۴    | 2009, March 24  | DWG 2010 file format introduced. Parametrics introduced. Mesh 3D solid modeling introduced. Both 32-bit and 64-bit versions of AutoCAD 2010 and AutoCAD LT 2010 are compatible with and supported under Microsoft Windows 7. |
| AutoCAD 2011        | ۱۸٫۱ | ۲۵    | 2010, March 25  | Surface Modeling, Surface Analysis and Object Transparency introduced. October 15, 2010 AutoCAD 2011 for Mac was released. Are compatible with and supported under Microsoft Windows 7                                       |
| AutoCAD 2012        | ۱۸٫۲ | ۲۶    | 2011, March 22  | Associative Array, Model Documentation. Support for complex linetypes in DGN files is improved in AutoCAD 2012. DGN editing.                                                                                                 |
| AutoCAD 2013        | ۱۹٫۰ | ۲۷    | 2012, March 27  | DWG 2013 file format introduced. |
| AutoCAD 2014        | ۱۹٫۱ | ۲۸    | 2013, March 26  | File Tabs, Design Feed, Reality Capture, Autodesk Live Maps |
| AutoCAD 2015        | ۲۰٫۰ | ۲۹    | 2014, March 27  | Line smoothing (anti-aliasing), Windows 8.1 support added, dropped Windows XP support (incl. compatibility mode) |
| AutoCAD 2016        | ۲۰٫۱ | ۳۰    | 2015, March     | New physically based path tracing render engine replaces previous one |
| AutoCAD 2017        | ۲۱٫۰ | ۳۱    | 2016, March     | PDF import, Associative Center Marks and Centerlines. |
| AutoCAD 2018        | ۲۲٫۰ | ۳۲    | 2017, March 21  | DWG 2018 file format |
| AutoCAD 2019        | ۲۳٫۰ | ۳۳    | 2018, March 22  | Shared Views, DWG Compare, Save To AutoCAD Web & Mobile |
| AutoCAD 2020        | ۲۰۲۰ | ۳۴    | March 28, 2019  | Stable |
| AutoCAD 2021        | ۲۰۲۱ | ۳۵    | March 28, 2020  | Stable |
| AutoCAD 2022        | ۲۰۲۲ | ۳۶    | March 28, 2021  | Stable |
| AutoCAD 2023        | ۲۰۲۳ | ۳۷    | March 28, 2022  | Stable |
| AutoCAD 2024        | ۲۰۲۴ | ۳۸    | March 28, 2023  | Stable |
| AutoCAD 2025        | ۲۰۲۵ | ۳۹    | March 27, 2024  | Stable |